# Limitless (iate)

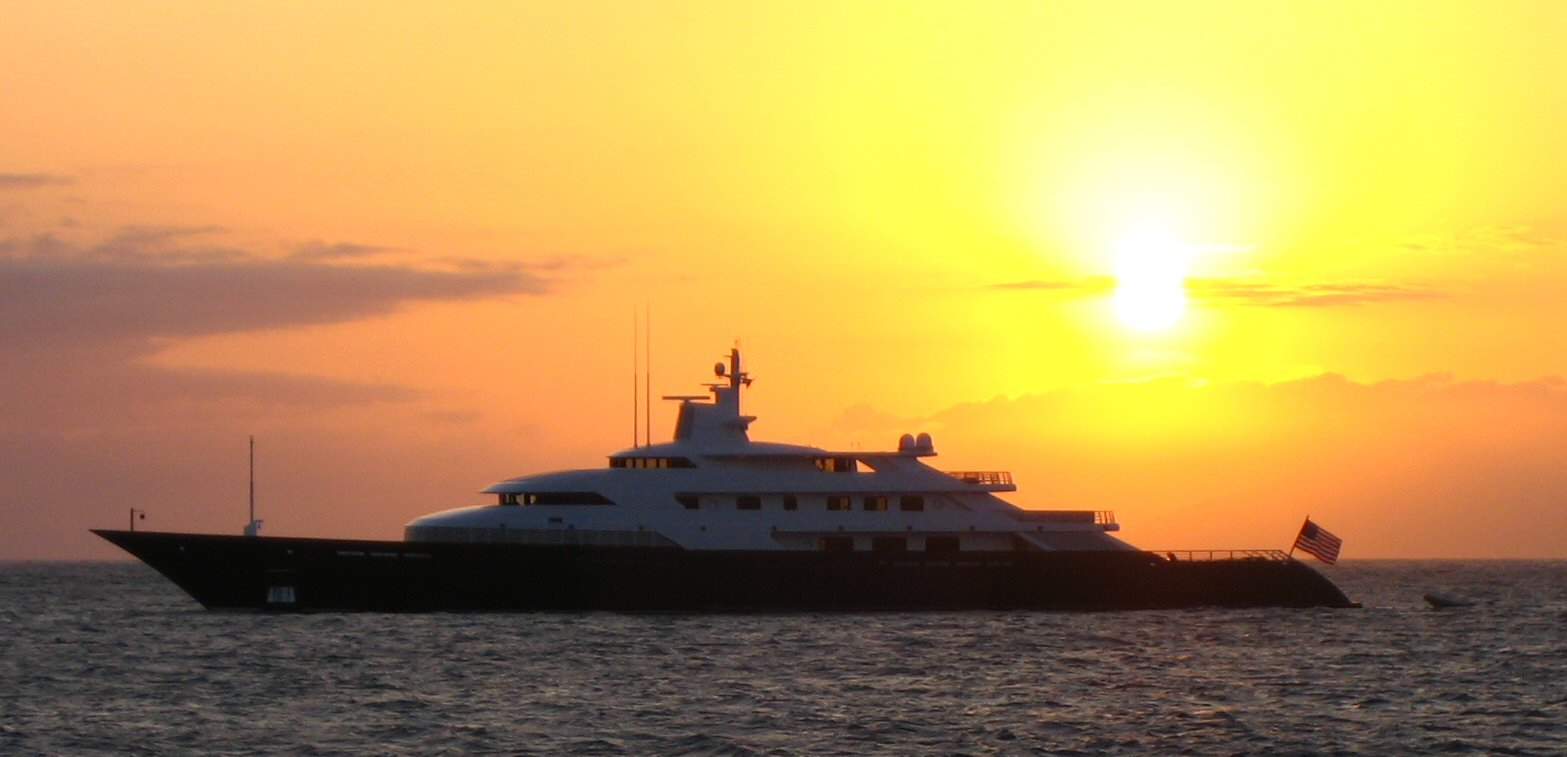
Vista lateral do Limitless (Cápri, 2006)

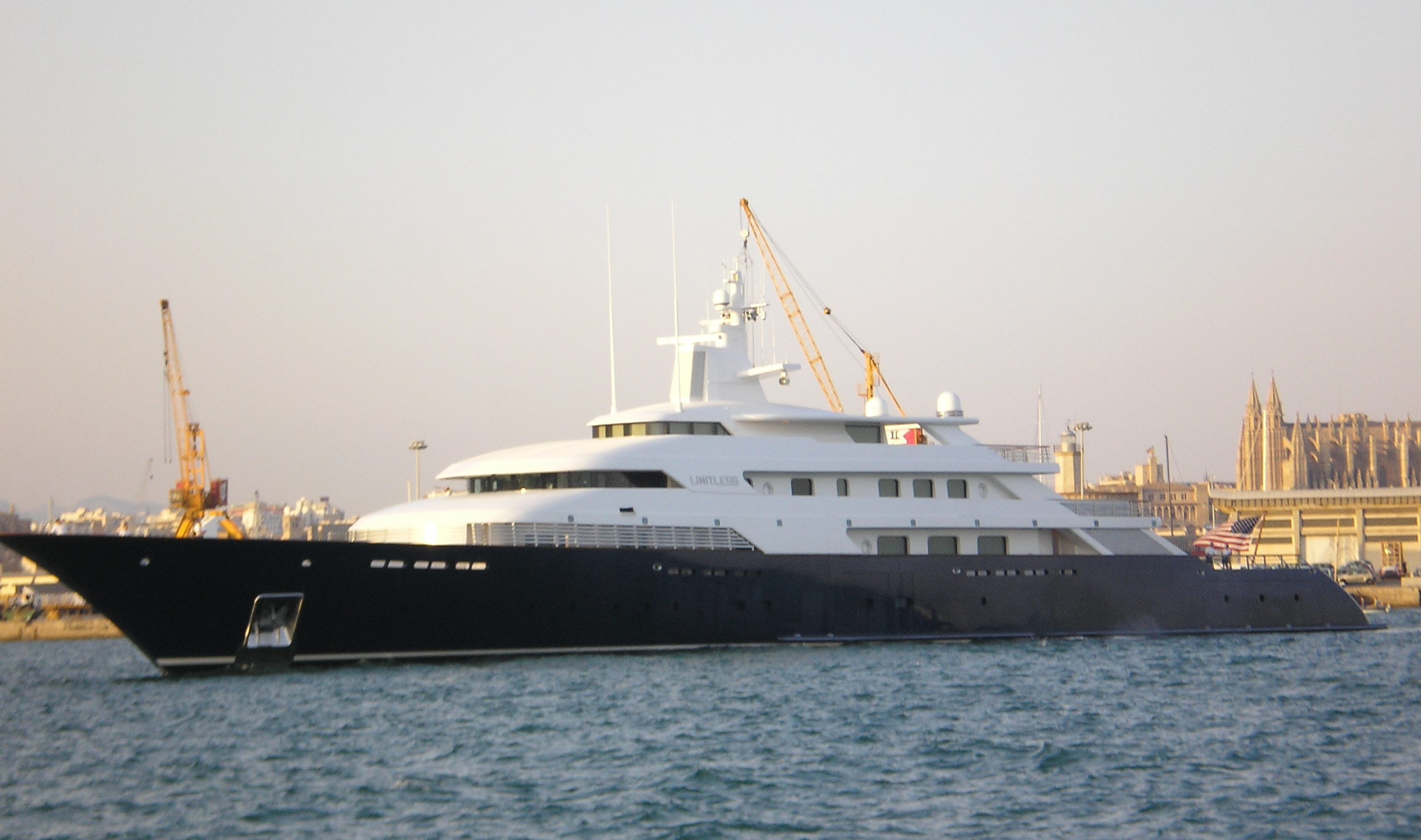
Vista lateral do Limitless (Palma de Maiorca, 2006)

Limitless é um dos maiores super iates privados do mundo. Ela foi construída em 1997 pelo fabricante de navios alemão Lürssen, com design exterior do renomado Jon Bannenberg com colaboração de Jonathan Quinn Barnett e design interior de François Catroux. O comprimento total é de 96,25 metros, com largura de 12,50 metros. Ele é alimentado por dois motores de 5420 kW (7268 hp) cada, atingindo uma velocidade de 46 km/h e foi o primeiro iate a apresentar uma combinação de propulsão diesel e diesel-elétrico. O Limitless é de propriedade de Les Wexner, um empresário americano que atualmente é presidente e CEO da corporação L Brands (anteriormente Limited Brands, e mais conhecida por sua marca Victoria's Secret).